# Roy Turk
Roy Turk (* 20. September 1892 in New York; † 30. November 1934 in Hollywood) war ein amerikanischer Liedtexter der Tin-Pan-Alley-Ära. Seine bekanntesten Songs sind Are You Lonesome Tonight?, den er 1926 gemeinsam mit Lou Handman (Musik) schrieb, und Mean to Me, den er 1928 gemeinsam mit Fred E. Ahlert (Musik) schrieb.

## Leben
Roy Turk wuchs in New York auf und besuchte dort das College. Während des Ersten Weltkriegs diente er in der United States Navy. Nach seiner Entlassung begann er, für verschiedene Vaudeville-Künstler wie Nora Bayes Liedtexte zu schreiben, bevor er für verschiedene Musikverlage der Tin Pan Alley zu arbeiten begann. Später ging er nach Hollywood, wo er Texte für Filmmusiken schrieb. Seinen ersten Erfolg hatte er 1919 mit dem Lied Oh How I Laugh When I Think How I Cried About You, seine erste Arbeit für das Bühnenstück Plantation Revue (1922) war kein Erfolg. 1923 schrieb er zwei Lieder für eine erfolgreiche Aufführung am Earl Carroll Theatre. Bis 1933 hatte Turk mehrere Hits pro Jahr geschrieben. Seine Musik fand Verwendung in Filmen wie In Gay Madrid oder Children of Pleasure (beide 1930). Zwischen 1928 und 1933 arbeitete er hauptsächlich mit dem Komponisten Fred E. Ahlert zusammen, kollaborierte aber auch mit anderen Künstlern wie Harry Akst, George Meyer, Maceo Pinkard und J. Russel Robinson.

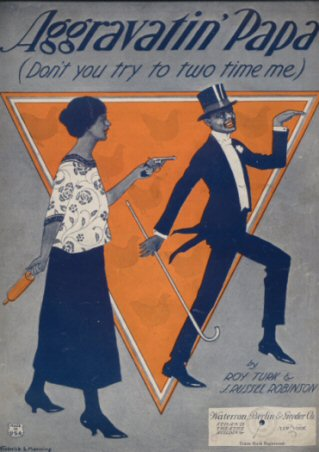
J. Russel Robinson/Roy Turk Aggravatin' Papa (Don't you try to two-time me) Notenausgabe 1922

## Bekannte Lieder
- My Sweetie Went Away (1923, Musik: Lou Handman)
- Are You Lonesome Tonight? (1926, Musik: Lou Handman)
- Mean to Me (1928, Musik: Fred E. Ahlert)
- I’ll Get By (1928, Musik: Fred E. Ahlert, gesungen im Film Follow the Boys von Dinah Shore)
- Walkin’ My Baby Back Home (1931, Musik: Harry Richmond, Fred E. Ahlert)
- I Don’t Know Why (I Love You Like Do) (1931, Musik: Fred E. Ahlert)
- Where the Blue of the Night Meets the Gold of the Day (1931, mit Bing Crosby, Musik: Fred E. Ahlert)
- Love, You Funny Thing (1932, Musik: Fred E. Ahlert)
- After My Laughter Came Tears (1932, Musik: Charles Tobias)
- Beale Street Mama (1932, Musik: J. Russel Robinson)
- Aggravatin’ Poppa (1933, Musik: J. Russel Robinson)